# Bono (músico)
Paul David Hewson (Dublín, 10 de mayo de 1960), conocido por su nombre artístico Bono, es un músico y cantante irlandés, conocido por ser vocalista del grupo de rock U2 y activista político, especialmente comprometido con el combate a la pobreza en África y a favor de la cancelación de la deuda externa de los países del tercer mundo, labor reconocida entre otros por sus nominaciones consecutivas al Premio Nobel de la Paz en 2005 y 2006. Es caballero comendador de honor de la Orden del Imperio Británico.

## Biografía

### Infancia y juventud
Paul David Hewson nació en el hospital de Dublín y creció en la parte norte de esta ciudad en el barrio de Glasnevin. Fue el segundo hijo de Iris Rankin Hewson, anglicana y Brendan Robert «Bobby» Hewson, católico. Al preguntársele si se consideraba católico o protestante, el cantante supuestamente contestó: «Siempre me he sentido como nadando entre dos aguas».
A las 7 semanas de vida, la familia de Paul se trasladó desde Stillorgan, en el sur, al número 10 de Cedarwood Road en Ballymun, al norte de la ciudad. Aunque existía una escuela católica en su barrio residencial, Paul y su hermano Norman, crecieron a medio camino entre esta y la Escuela Nacional de Glasnevin donde cursaron sus estudios primarios.
En 1971, Paul, con 11 años deja Glasnevin para trasladarse al centro de la ciudad e ingresar en el Instituto de Enseñanza Media St. Patrick. En esta etapa se interesó por el deporte e incluso destacó en el ajedrez, pero los largos viajes desde el norte y el régimen estricto del instituto comenzaron a hacer mella en el joven y volátil Bono llegando al punto de ser casi expulsado por lanzar excrementos de perro a una profesora de español. Por aquel entonces, empezaba a ser popular el instituto ecuménico de enseñanza media de Mount Temple Comprehensive, el primero de este tipo en Dublín, y los padres de Bono decidieron que sería mejor para él inscribirlo en este instituto donde comenzó en septiembre de 1972.
Durante su infancia y adolescencia, Bono y sus amigos formaron parte de una banda surrealista llamada «The Lypton Village», uno de cuyos rituales era dar un apodo a cada nuevo integrante. Bono tuvo muchos sobrenombres: fue "Steinvic von Huyseman", después solo «Huyseman», luego «Houseman», luego «Bon Murray», «Bono Vox of O'Connell Street» («Bono Vox» es una alteración de Bonavox, una marca de aparatos para sordera en Dublín. Es un latinismo adaptado que significa «buena voz»), y finalmente solo «Bono». Aunque mucha de la creencia popular, e incluso medios, siguen considerando y empleando el término Bono Vox para referirse al cantante, esto es un error ya que su pseudónimo es Bono a secas, apareciendo así en todo documento o lanzamiento de la banda.
Derek Rowan, «Guggi», como se apodaba cuando formaron «The Lypton Village», fue quien le dio ese apodo porque cantaba a un volumen tal que parecía que lo cantaba para los sordos. Al principio a Bono no le gustaba su apodo; sin embargo, al enterarse de su significado etimológico, terminó por aceptarlo.

#### La importancia de la pérdida de su madre
Cuando Bono tenía catorce años de edad su abuelo falleció y después del funeral su madre murió a causa de un aneurisma cerebral. Este hecho le afectó muchísimo; durante un tiempo intentó apuntarse a clases de pintura, más tarde terminó en un grupo religioso llamado Shalom al que también pertenecieron dos miembros de U2, Larry y The Edge. Algunas de las letras que ha escrito Bono para las canciones del grupo se refieren a su madre, especialmente en los primeros álbumes: «I Will Follow» del disco Boy (1980), «Tomorrow», la cara b de October (1981), «Mofo» en el Pop (1997), De Mofo podemos extraer algunas frases como:

 «Mother, am I still your son, you know i´ve waited for so long to hear you say so... mother, you left and made me someone, now i´m still a child but no one tells me no».
 «Madre, sigo siendo tu hijo, sabes que he esperado mucho tiempo para oírte decirlo... madre, me dejaste y me hiciste alguien, ahora sigo siendo un niño pero nadie me dice que no».
Extracto de MOFO, canción de U2 compuesta por Bono

Bono durante una entrevista de la Popmart Tour, se limitó a ilustrar la idea de la canción con la frase:

«Si pudiera embutir toda mi vida en una canción, el resultado se parecería muchísimo a éste».
Bono en una entrevista de la gira Pop Mart

En la canción Iris (Hold Me Close) traducida como Iris (abrázame fuerte) del álbum Songs of Innocence (2014) que Bono habla del homenaje a su madre Iris:
"Fue un verdadero desafío porque no quería guardarme nada para mí. Así que acabé haciendo una canción sobre... ¡me da mucha vergüenza! Pero sí, compuse una canción sobre mi madre. No dejaba de pensar: '¿De verdad vas a hacer algo así?'. Es algo complicado: mi madre murió desplomada sobre la tumba de su padre hace 40 años. Y lo único que yo he podido hacer es escribirle una canción de amor. Es muy intenso".

### Vida personal

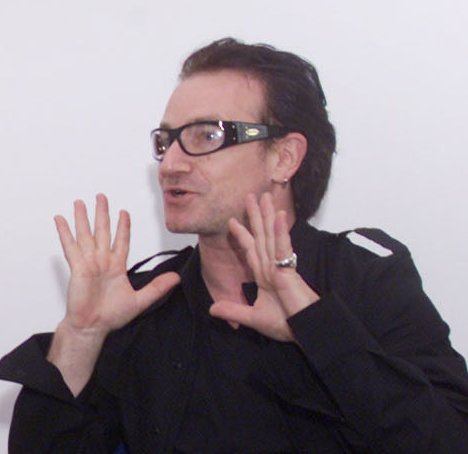
Bono en el FMI, Praga, año 2000.

Se encuentra casado desde agosto de 1982 con Alison 'Ali' Stewart, su novia desde 1976, y tiene cuatro hijos: Jordan Joy Hewson (10 de mayo de 1989), Memphis Eve Hewson (7 de julio de 1991), Elijah 'Eli' Bob Patricius Guggi Q Hewson (17 de agosto de 1999) y John Abraham Hewson (20 de mayo de 2001).
Reside en Killiney (sur de Dublín) con su familia y comparte junto a The Edge, una villa en la localidad francesa de Èze en el departamento de Alpes Marítimos, así como un apartamento en The Dakota en Manhattan.
Rara vez se le ve en público sin gafas oscuras. Parte de este look proviene de la renovación que sufrió el grupo ("el nuevo U2") desde 1990 con su gira Zoo TV y el personaje de «The Fly».

"Es el momento de soñarlo todo de nuevo".
Bono en Point Depot, Dublín, una de las últimas actuaciones de los 80

En una entrevista con la revista Rolling Stone en 2005, Bono aseguraba en tono jocoso que el uso de las gafas de sol se ajusta en un 50 % a la convicción de alguna gente sobre su megalomanía, literalmente dijo «ser la Imelda Marcos de las gafas de sol». El otro 50 %, comenta que es un problema de sensibilidad a la luz y que los flashes le molestan mucho (literalmente dice que si ve el flash, estará viéndolo todo el día), sus ojos acaban por enrojecerse, hinchándose el derecho y produciéndole un bloqueo. Concluye por lo tanto afirmando que «es parte vanidad, parte privacidad y parte de esa sensibilidad».

 "So it's part vanity, it's part privacy and part sensitivity".
Rolling Stone#Entrevista a Bono en 2005

Mide 1,68 m, tema que no deja de preocuparle, por lo que usualmente utiliza calzado con alzas para así aumentar su estatura en unos centímetros. Bono, desde aproximadamente 1991 y la reinvención de U2 tanto musical como estilísticamente, se ha teñido el pelo de color oscuro o negro, pero realmente su color es rojizo. El día 21 de mayo de 2010, se le agravó una lesión de espalda que arrastraba mientras hacía sus preparativos para reiniciar la gira 360°, y tuvo que ser trasladado de emergencia a un hospital de Alemania, y posteriormente fue trasladado a Irlanda, por lo que las fechas programadas para EE. UU. tuvieron que ser reprogramadas para el año siguiente.
El 9 de abril de 2013 fue nombrado uno de los 17 artistas irlandeses de los que sentirse orgulloso por The Irish Post.
En octubre de 2014, durante una entrevista para la BBC1, Bono reveló que padece glaucoma desde hace dos décadas, motivo por el cual nunca se quita sus características gafas oscuras.
Tuvo también problemas de salud en 2016, que no trascendieron. En una entrevista con The Sunday Times, expresó en referencia a ellos: "Fue bastante grave. Ahora estoy bien, pero casi no salgo de eso", sin revelar cuál fue exactamente el diagnóstico.
En 2018, debió abandonar el escenario en la presentación del grupo U2 en Berlín, Alemania, cuando se quedó sin voz después de las primeras cuatro canciones del concierto. "No puedo hacer todo lo que hacía antes", confesó el vocalista. "Esta gira ha sido particularmente exigente. Ya sea que te tengas que enfrentar a tu propia mortalidad o a la de alguien cercano, llegarás a un punto en tu vida en la que te preguntas hacia dónde vas". Con respecto a otra gira de U2 cuando termine la actual, Bono no ofreció certezas.

### Carrera artística
En 1976, Bono respondió a un anuncio puesto por Larry Mullen Jr., compañero de escuela, en el que buscaba gente para formar una banda de rock. También respondieron David Evans (The Edge), su hermano Dick Evans (quien se salió poco después) y Adam Clayton. Los cuatro miembros restantes formaron una banda llamada Feedback, nombre que luego se cambió a The Hype, para después quedarse con U2. Inicialmente Bono cantaba, tocaba la guitarra y escribía las canciones de la banda. Conforme la técnica de The Edge fue mejorando, Bono fue asumiendo su papel de vocalista, aunque frecuentemente toca la guitarra rítmica y la armónica.
A lo largo de su carrera, Bono se ha caracterizado por sus diversos cambios de apariencia, desde su cabello alborotado y teñido a principios de los años 1980, hasta sus álter egos durante las giras Zoo TV Tour y Zooropa a mediados de los 1990.
Durante la gira Zoo TV Tour, Bono se creó dos alter ego: uno, llamado The Fly («la mosca»), representaba los excesos del estrellato; mientras que Mirrorball Man, era una caricatura de un tele evangelizador que representaba la avaricia. Durante la gira europea, renombrada Zooropa, Mirrorball Man se transformó en Mr. MacPhisto, una extravagante figura demoníaca que cada noche hacía una llamada desde el escenario. El mensaje contenido en estos personajes metafóricos tenía por destino satirizar a una gran variedad de personas públicas e instituciones, desde el entonces presidente de Estados Unidos, George Bush padre, hasta una pizzería local, a la que se encargaron 10 000 pizzas para los asistentes al concierto.

### Colaboraciones
Además de su trabajo con U2, Bono ha colaborado con Frank Sinatra, Noel Gallagher, Johnny Cash, Willie Nelson, Luciano Pavarotti, Sinéad O'Connor, Green Day, Roy Orbison, Bob Dylan, Tina Turner, B.B. King y Zucchero. Ha grabado con Ray Charles, Quincy Jones, Kirk Franklin, Bruce Springsteen, Tony Bennett, Clannad, The Corrs, Wyclef Jean, Kylie Minogue, Carl Perkins, Jay-Z, Rihanna y una extraña pero increíble colaboración junto a Kendrick Lamar, ha grabado un dueto con Jennifer López, aún inédito. En el álbum inédito de 1987 de Robbie Robertson, Bono toca el bajo y canta. En el álbum póstumo de Michael Hutchence, de 1999, Bono completó la grabación del tema «Slide Away» a dúo con Hutchence.
En enero del 2009, colabora al proyecto musical Playing for change cantando la canción War, en paralelo con músicos de distintos países del mundo.
Bono y The Edge también escribieron la música para el musical de Broadway Spider-Man: Turn Off the Dark. El 25 de mayo de 2011, un sencillo titulado «Rise Above 1» por Reeve Carney conjunto con Bono y Edge fue lanzado digitalmente. El video musical fue lanzado el 28 de julio de 2011.

### Registro Vocal
Bono posee un amplio registro vocal de barítono, desde los inicios de la banda hasta la actualidad. Su nota más alta fue alcanzada en 1984 en la versión de estudio de «Bad», registrando un C♯5 (do♯5), al igual que en la canción «Loves Rescue me». Sin embargo, su nota más marcada ha sido un B5 (si5) que se puede apreciar en canciones como «Pride (In the name of love)», «I'll go crazy if I don't go crazy tonight», «Magnificent», «Vertigo», «Ultraviolet» entre otras. Actualmente puede llegar hasta un C5 (do5), que se puede ver en la actual versión de «Bad», ya que le bajaron un semitono a la canción. Bono también se caracteriza por el uso de falsete, alcanzando un G6 (sol6) en una versión en vivo de «One» en los 90.
- Nota más alta: C♯5 (do♯5) (Bad)[41]

- Nota más alta en falsete: G6 (sol6) («One» en vivo)[42]

- Nota más baja: E1 (mi1) (en «New York» de U2)

- Nota más larga: G♯5 (sol♯5) 10 segundos (en «Miss Sarajevo»)[43]

### Labor social

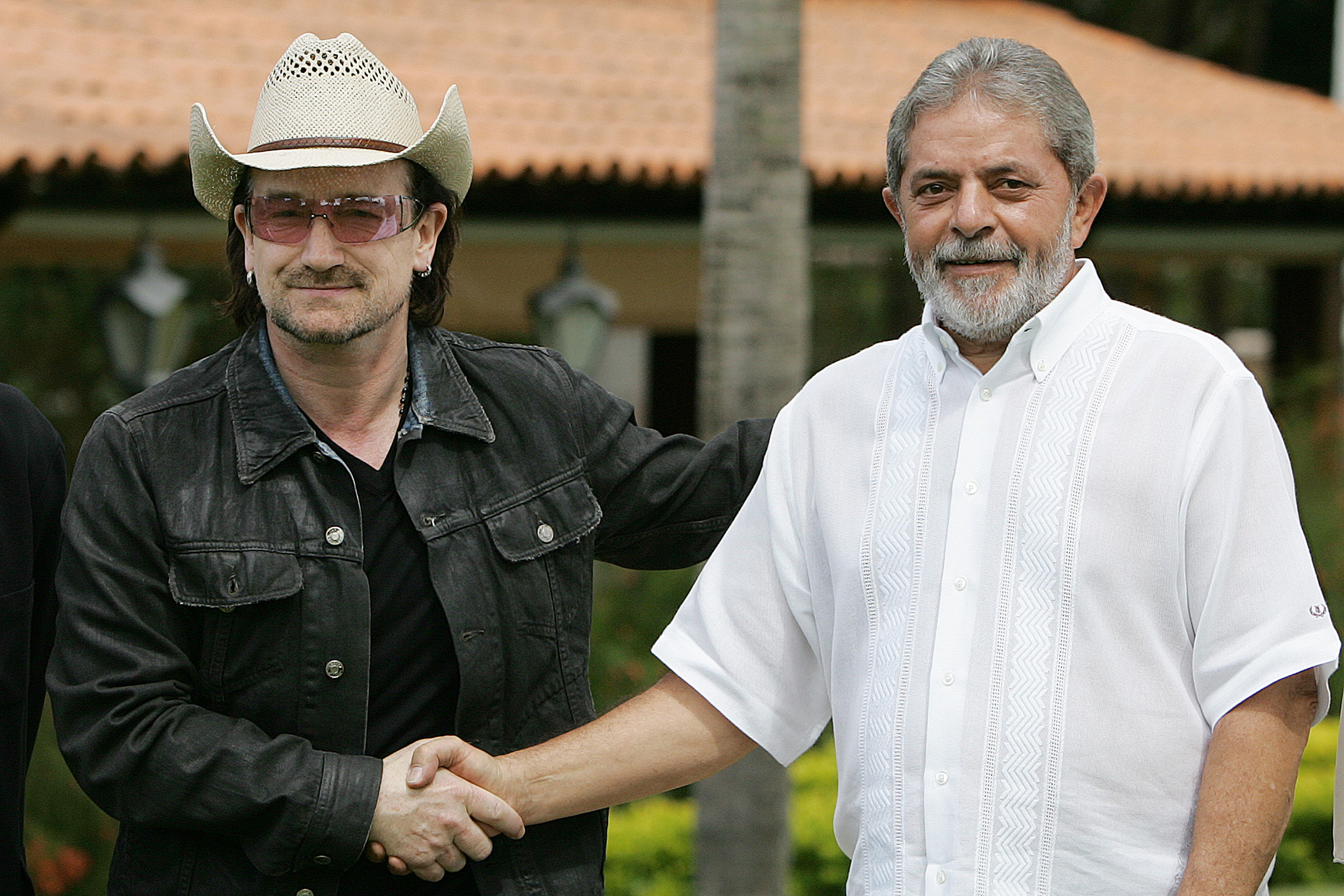
Bono junto al expresidente de Brasil, Lula da Silva.

Desde 1999 se ha involucrado cada vez más en campañas a favor de la condonación de la deuda externa del tercer mundo. En mayo de 2002, guio al Secretario de la Tesorería de los Estados Unidos Paul O'Neill en un tour a través de cuatro países africanos. Ese mismo año, Bono fundó, junto a Bobby Shriver y otros activistas del movimiento Jubilee 2000 "Drop the Debt", la organización DATA cuyo objetivo es alertar sobre las deudas impagables que mantiene el continente, la transmisión descontrolada del sida y las injustas reglas de comercio que dañan a sus ciudadanos empobrecidos.
Bono ha apoyado o colaborado con organizaciones como Amnistía Internacional, Free Burma, The Chernobyl Children's Project, The One Campaign y Greenpeace, así como la fundación (RED), también hecha para la ayuda contra el sida en África, dicha fundación está asociada con marcas de prestigio muy importantes como Dell, Microsoft, Apple, Gap y Nike.
También se comprometió con los conciertos masivos de Live Aid de 1985 y el Live 8 de 2005 organizados por Bob Geldof en demanda al grupo de países del G-8 de mayor ayuda a la población africana.
Bono ha recibido numerosos reconocimientos a nivel mundial dentro de los cuales destacan sus nominaciones consecutivas al Premio Nobel de la Paz en 2005 y 2006.
Ha sido declarado «Europeo del año» por la revista European Voice en 2001, caballero de la Legión de Honor francesa en 2003, premio «Musicares» al «Personaje del año» de la Academia de los Grammy en 2003, la elección por parte de la revista Time como el hombre del año en 2005, la obtención de la medalla Centenario Pablo Neruda de Chile en 2004, el premio de los medios alemanes por su labor social en 2005 o su nombramiento como caballero honorario de la Orden del Imperio Británico, anunciado el 23 de diciembre de 2006 por la embajada del Reino Unido en Dublín.

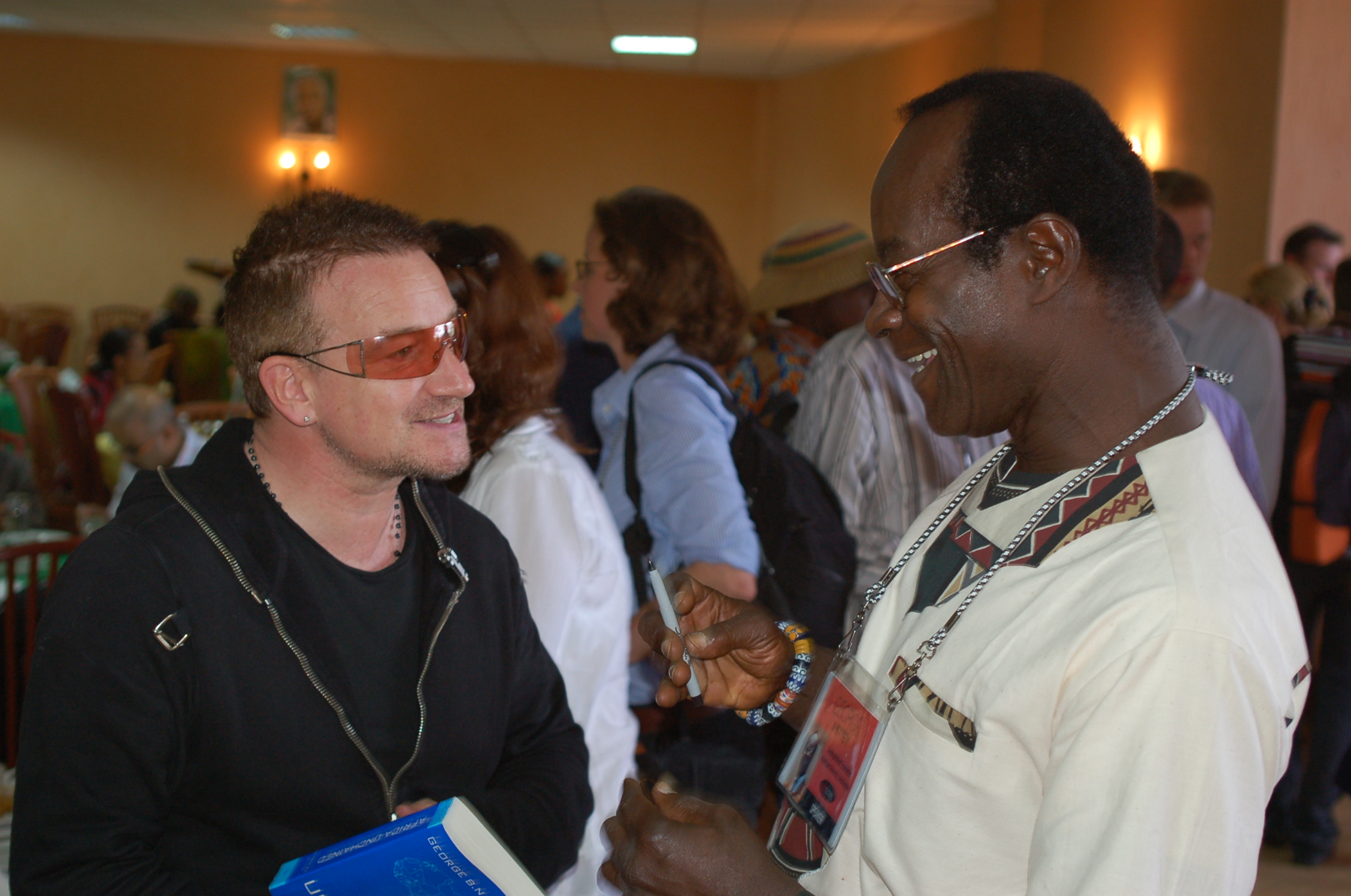
Bono junto al académico ghanés George Ayittey, en el TEDGlobal 2007 en Tanzania.

El documental de la televisión francesa "Paraísos fiscales, La gran evasión" realizado por Frédéric Brunnquell para TF2 en el año 2008 mostraría las supuestas contradicciones en las que incurriría su banda al canalizar sus ingresos a través de paraísos fiscales. Bono, no obstante, ha desestimado estas acusaciones en una entrevista concedida al diario The Irish Times, señalando el pago de millones en materia de impuestos que la banda realiza por sus actividades alrededor del mundo.
En el año 2012, tras años de pedir aumentos de ayuda humanitaria a los países pobres, Bono ha cambiado su punto de vista sobre el combate a la pobreza. En un discurso en la Universidad de Georgetown, describió la ayuda externa como una solución temporal, y reivindicó el emprendimiento, el comercio y la libre empresa como la única manera de acabar con la pobreza a largo plazo. En 2013 Bono afirmó a The Guardian que la competencia fiscal internacional está vinculada al progreso socioeconómico de los países. Se comenta que una de las personas que más influenció este giro ideológico de Bono en favor de la economía de mercado, es George Ayittey, un economista y académico de Ghana. Confirmando este giro hacia posiciones ideológicas liberales, y de defensa del capitalismo, en el mes de marzo de 2014, Bono participó en el congreso del Partido Popular Europeo, que se celebró en Alemania, sorprendiendo a propios y extraños por su encendida defensa de las medidas estructurales del entonces presidente del Gobierno español, Mariano Rajoy, pidiendo a Europa y a la canciller Angela Merkel, que se encontraba presente, más ayudas para sus políticas, y apoyo a la comida, los productos y la música española, en un discurso que contra todo pronóstico, se extendió durante una larga hora.
El 4 de enero de 2025 fue condecorado con la Medalla Presidencial de la Libertad, la máxima condecoración civil de Estados Unidos.

## Premios y galardones
Bono es la única persona que ha sido nominado candidato para el Óscar, el Globo de Oro, los Grammy —de los que U2 ha ganado 22— y el Premio Nobel de la Paz, este último en tres ocasiones (2003, 2005 y 2006).
Premios Óscar
| Año  | Categoría              | Canción                        | Película                    | Resultado |
| ---- | ---------------------- | ------------------------------ | --------------------------- | --------- |
| 2003 | Mejor canción original | "The Hands That Built America" | Gangs of New York           | Nominado  |
| 2014 | Mejor canción original | "Ordinary Love"                | Mandela: Del mito al hombre | Nominado  |

Globos de Oro
| Año  | Categoría              | Canción                        | Película                    | Resultado |
| ---- | ---------------------- | ------------------------------ | --------------------------- | --------- |
| 2002 | Mejor canción original | "The Hands That Built America" | Gangs of New York           | Ganadora  |
| 2014 | Mejor canción original | "Ordinary Love"                | Mandela: Del mito al hombre | Ganadora  |

### Galardones personales
- "Artiste masculin international de l'année" en los NRJ Music Awards de la NRJ por su trabajo en el movimiento Jubilee 2000.
- "European Year" de la revista European Voice en 2001.
- "Heart of Entertainment" de la "Entertainment Industry Foundation" que le otorgó en la primera edición del "Love Rocks" en su honor en 2002.
- Medalla de oro de la "American Irish Historical Society" por su trabajo de ayuda humanitaria en 2002.
- Legión de Honor francesa en 2003.
- "Humanitarian Laureate Award" del "Simon Wiesenthal Center" en 2003.
- "Musicares" al "Personaje del año" de la Academia de los Grammy en 2003.
- "Humanitarian Award" de la "American Ireland Fund." en 2003.
- "Salute to Greatness" del "King Center" en Atlanta en 2004.
- Medalla "Centenario Pablo Neruda" de Chile en 2004.
- «Person of the Year» de la revista Time en 2005.
- Premio de los medios alemanes por su labor social en 2005.
- Nombramiento como caballero de la Orden del Imperio Británico en 2006.
- Premio de la Cumbre de la Paz.
- Medalla Presidencial de la Libertad en 2025.

## Filmografía
| Año   | Filme                           | Rol                          | Notas                                        |
| ----- | ------------------------------- | ---------------------------- | -------------------------------------------- |
| 1988  | Rattle and Hum                  | Él mismo                     | Rockumentary                                 |
| 1998  | The Simpsons                    | Él mismo                     | Serie de TV; 1 episodio, "Basura de Titanes" |
| 1999  | Classic Albums                  | Él mismo                     | Serie de TV; 1 episodio, "The Joshua Tree"   |
| 1999  | Entropy                         | Él mismo                     |                                              |
| 2000  | The Million Dollar Hotel        | Hombre en el lobby del hotel | Cameo Idea Original Productor                |
| 2000  | Sightings of Bono               | Él mismo                     | Cortometraje                                 |
| 2005  | Entourage                       | Él mismo                     | Serie de TV; 1 episodio, "I Love You Too"    |
| 2007  | Across the Universe             | Dr. Robert                   |                                              |
| 2007  | American Idol                   | Él mismo                     | Serie de TV; "Idol Gives Back"               |
| 2008  | American Idol                   | Él mismo                     | Serie de TV; "Idol Gives Back"               |
| U2 3D |                                 | Él mismo                     |                                              |
| 2009  | Entourage                       | Él mismo                     | Serie de TV; 1 episodio, "Give a Little Bit" |
| 2009  | Brüno                           | Él mismo                     | Cantando "Dove of peace"                     |
| 2011  | From the Sky Down               | Él mismo                     | Rockumentary                                 |
| 2012  | Anton Corbijn Inside Out        | Él mismo                     | Documentary                                  |
| 2012  | B.B. King – The Life of Riley   | Él mismo                     | Documentary                                  |
| 2012  | The Resurrection of Victor Jara |                              | Documentary                                  |
| 2013  | Miracle Rising: South Africa    | Él mismo                     | Documental                                   |
| 2013  | Who the F**K Is Arthur Fogel    | Él mismo                     | Documental                                   |
| 2021  | Sing 2                          | Clay Calloway                | Película animada                             |
| 2024  | Sing 3                          | Clay Calloway                | Película animada                             |

También ha contribuido a filmes musicales; "Across the Universe" es uno de ellos, donde interpreta: "I Am the Walrus" y "Lucy in the Sky with Diamonds".